# ضفدع مانتيلا بيرناردي
ضفدع مانتيلا برناردي (الٳسم العلمي: Mantella bernhardi)، هي نوع من الضفادع في عائلة المانتيلا التي تستوطن في مدغشقر. موائلها الطبيعية هي غابات الأراضي المنخفضة شبه الاستوائية أو الاستوائية الرطبة والأنهار والمستنقعات. وهو مهدد بخسارة موطنه بسبب تضرر هذه الغابات والاراضي التي يعيش بها، كما تشكل تجارة الحيوانات تهديداً مباشراً على هذه الضفادع.
تم العثور على هذا النوع من ضفادع المانتيلا بجنوب شرق جزيرة مدغشقرعلى ارتفاع بين 60 و 630 متر، ويتراوح طول هذه الضفادع من 19 إلى 22 ملم. ظهره بني رمادي، وجوانبه سوداء، كما أن الجانب الداخلي من الأطراف برتقالي اللون، أما البطن فهو أسود مع عدد قليل من البقع البيضاء المزرقة الكبيرة.